# Atomaria nitidula
Atomaria nitidula is een keversoort uit de familie harige schimmelkevers (Cryptophagidae). De wetenschappelijke naam van de soort werd in 1802 gepubliceerd door Thomas Marsham.